# إيلين جبريل
إيلين جبريل هي ناشِطة كندية، ولدت في 1959.